# Венкова, Ия Андреевна
Ия Андреевна Венкова (9 февраля 1922, Вичуга, Иваново-Вознесенская губерния — 10 июня 2003, Санкт-Петербург) — советский и российский скульптор, заслуженный художник РСФСР (1987), член Ленинградского (С.-Петербургского) Союза художников.
Работала в монументальной, монументально-декоративной, станковой скульптуре и в скульптуре малых форм, в творчестве использовала различные скульптурные материалы (гипс, шамот, фарфор, бронза, мрамор, гранит). Классик советского фарфора (скульптор-фарфорист Ленинградского фарфорового завода), мастер парковой скульптуры (работы украшают парки и улицы Санкт-Петербурга и других городов).

## Биография
- 9 февраля 1922 года — Ия Венкова родилась в Вичуге в семье служащих.
- 1933 год — в связи с переводом отца семья переехала в Ленинград.
- 1938—1940 годы — занималась во Дворце пионеров в студии лепки у преподавателя В. Н. Китайгородской.
- 1940 год — окончила среднюю школу и поступила в Среднюю художественную школу при Ленинградский институт живописи, скульптуры и архитектуры (ЛИЖСА).
- 1941 год — успешно сдала вступительные экзамены на первый курс скульптурного факультета ЛИЖСА .
- 1941—1942 годы, зима — в блокадном Ленинграде.
- 1942 год — семья Венковых эвакуировалась в Кабардино-Балкарскую АССР (станция Котляревская, село Арик). Ия работала в колхозе.
- 1943 год — поступила на первый курс Тбилисской академии художеств.
- 1944 год — начала работать в военно-восстановительном поезде Управления Орджоникидзевской железной дороги.
- 1945 год — возвращение в Ленинград, продолжение обучения в Ленинградском институте живописи, скульптуры и архитектуры им. И. Е. Репина.
- 1950 год — защитила дипломную работу «Колхозница» у профессора В. А. Синайского (преподаватель по рисунку — С. Л. Абугов), за это произведение И. Венкова получила звание художника-скульптора.
- 1951—1952 годы — участие совместно со скульптором В. В. Исаевой в оформлении Всесоюзной сельскохозяйственной выставки в Москве.
- 1953 год — начало работы на Ленинградском фарфоровом заводе им. М. В. Ломоносова.
- 1980 год — назначена членом творческой комиссии Ленинградской организации Союза художников РСФСР (ЛОСХ) по работе с молодёжью.
- 1981 год — избрана членом бюро секции скульптуры ЛОСХ, была делегатом V съезда художников РСФСР.
- 1992 год — в собрание Третьяковской галереи поступили три фарфоровые скульптуры, приобретённые Министерством культуры РФ у автора: «Девушка с книгой» (1965), «Материнство» (1966), «Лариска» (1968).

Мужем Ии Венковой был известный санкт-петербургский скульптор Николай Кочуков (1920—2006). Они познакомились ещё студентами, когда оба учились у одного и того же педагога — профессора В. А. Синайского. Многие произведения скульпторов были подарены Русскому музею. 4 февраля 2010 года из этих произведений состоялась выставка в Строгановском дворце Русского музея.

## Выставки
- Участница выставок с 1951 года.
- 1979 — 1-я персональная выставка, посвящённая Международному году ребёнка, в объединении «Металлический завод» (Ленинград).
- 1980 — 2-я персональная выставка (Ленинград).
- 1983 — 3-я персональная выставка в павильоне Росси Летнего сада (Ленинград).
- 1985 — 4-я персональная выставка (Москва).
- 2002 — участие в выставке «Петербург 2002» с работой «Таня» в мраморе.
- 2010 — выставка скульптуры двух мастеров пластического искусства Ленинграда-Петербурга И. А. Венковой и Н. С. Кочукова, Строгановский дворец, Санкт-Петербург (в экспозицию вошли 23 произведения из собрания Русского музея, подаренные музею Николаем Кочуковым и его дочерью Екатериной Кочуковой).

## Скульптура
Среди произведений, созданных Венковой:
- в фарфоре: «Мальчик с коньками (Паренёк)» (1958); «Футболист (Юный вратарь)» (модель 1960 года, известно несколько вариантов росписи фигуры: в красной майке, в голубой майке, в жёлтой майке, в белой майке с жёлтой окантовкой, в красных шортах); «Мать и дитя (Мать и сын)» (модель 1962 года); «Рисующий мальчик» (1962); «Первые шаги» (модель 1962 года); «Девушка с книгой» (1965); «На отдыхе» (1965); «Материнство» (1966); «Лариска» (1968); «Маленькая балерина» (1980-е); «Обнажённая»; «Девушка»; «Мать с младенцем»;
- в бронзе: «Поле боя» (1948); «Пионер-барабанщик» (1953); «Пионер в строю» (1954); «Ученица балета» (1959); «Мальчик-партизан» (1960); «Гвинеец Антуан Ба» (1964); «Первое выступление» (1964); «Художник В. В. Ватенин» (1972); «Народная артистка СССР И. А. Колпакова» (1977); «Семья» (1998); «Ладушки» (2003); «Портрет балерины»;
- в шамоте: «Осетинка» (1968); «Медсестра Аня» (1971); «Переславльская мадонна» (1974); «Летний день» (2000); «Материнство»; «Осетинка Зара»; «Не для войны»;
- в гипсе: «Колхозница» (1950); «Знатная свинарка» (1952); «Отец» (1967);
- в мраморе: «Народная артистка РСФСР И. Б. Зубковская» (1974, видимо, этот бюст установлен на могиле балерины); «Портрет Ирины Колпаковой» (1981); «Народная артистка РСФСР А. Е. Осипенко» (1985); «Таня» (2002);
- в керамике: «Девочка с птицей» (1960-е);
- в чугуне: «Заблудилась» (1959)[1] Эта работа приписывается И. А. Венковой, но автором её она не является.
- армированный цемент: фигуры морских коней и дельфинов (1956) для двух портиков боковых фасадов жилых домов (№ 87 и № 89) на Большом проспекте Васильевского острова в Санкт-Петербурге (совместно со ск. Н. С. Кочуковым, Ж. Я. Меллуп).
- прочее: «Партизан»; «Разведчик»; «Молодая мама»; «Мать»; «Малыш»; «Портрет работницы завода „Светлана“ Лиды Очаковой»; «На солнце»; «Танцующая девочка»; «Портрет скульптора Т. Коронной»

## Парковая скульптура
- 1967 — скульптора «Отец» в Санкт-Петербурге.
- 1970 — бронзовая скульптура «Мать и сын» (бронза, гранит) в парке им. В. И. Ленина в Ленинграде (ныне Александровский парк Санкт-Петербурга).
- 1972 — скульптура «Материнство» (гранит) в Смоленске.
- 1977 — скульптура «Доярка» в городе Вельске Архангельской области.
- 1983 — скульптура «Материнство» для города Пензы.

## Награды
- 1979 — медаль Ленгорисполкома за лучшую скульптуру (скульптура «Материнство»).
- Медаль «За трудовое отличие».